# تد دویچ
تد دویچ (به انگلیسی: Ted Deutch) نمایندهٔ حوزه انتخابیه فلوریدا از حزب دموکرات ایالات متحده آمریکا در مجلس نمایندگان ایالات متحده آمریکا است که برای نخستین‌بار در ۱۳ آوریل ۲۰۱۰ میلادی به‌عضویت این مجلس درآمد.